# Białoboki (Trzebiatów)
Białoboki – część Trzebiatowa tworząca sołectwo; położona w północno-zachodnim obszarze miasta, na południe od nieczynnej linii Gryfickiej Kolei Wąskotorowej Trzebiatów – Pogorzelica.
Granice sołectwa Białoboki obejmują ulice miasta: Białoboki, Morską, Piaskową, Podmiejską, Rolniczą, Wiejską. W sołectwie organem uchwałodawczym jest zebranie wiejskie, które wyłania sołtysa i doradczą 5-osobową radę sołecką.
Niegdyś stanowiła osadę pod Trzebiatowem. Białoboki są znane z opisów historycznych znajdującego się w tych okolicach dawnego opactwa norbertanów.
Przez Białoboki płynie struga Sarnia.
W 2012 zmieniono nazwę sołectwa Trzebiatów II na Białoboki oraz zmieniono jego granice.

## Toponimia
W dokumentach zostały zapisane następujące nazwy miejscowości z poszczególnych lat: Belbuch (1208), Belbog (1217), Belbok (1262), Belebuk (1276), Belbuck (1312), Belboch (1323), Beelbugk (1503), Belbuck (1547), Belbuch (1618), Belbugk (1834), Belbuk (Belbuck) (1936–39). 
Do 1945 niemiecką nazwą było Belbuck. W 1948 wprowadzono urzędowo rozporządzeniem polską nazwę Białoboki.
Barbara Czopek-Kopciuch oceniła, że nazwa była wcześnie germanizowana i jej pierwotna forma jest trudna do zrekonstruowania. Pierwotna forma Białoboki jest również prawdopodobna, na co wskazywałyby pierwsze oryginalne zapisy Belbog, Belbok z 1217 i 1262. Językoznawcy nie przekonuje teza Reinholda Trautmanna, że nazwa pochodzi od nazwy osobowej Bělbog i teza Stanisława Kozierowskiego, że pochodzi od biały buk.
Według późnośredniowiecznych Roczników premonstrateńskich nazwa osady miałaby się wywodzić od słowiańskiego bóstwa Białoboga, co jest uznane za niepotwierdzoną hipotezę, a Jerzy Strzelczyk ocenia, że nazwa pochodzi od słowa buk lub bok.

## Klasztor w Białobokach
Pomiędzy rokiem 1176 a 1180 książę Kazimierz I wystawił dokument fundacyjny klasztoru w Białobokach, do którego przybyli pierwsi premonstratensi z klasztoru w Lund. Miejsce fundacji znajdowało się na skraju morenowej „wyspy”, otoczonej z trzech stron pradoliną Regi. 

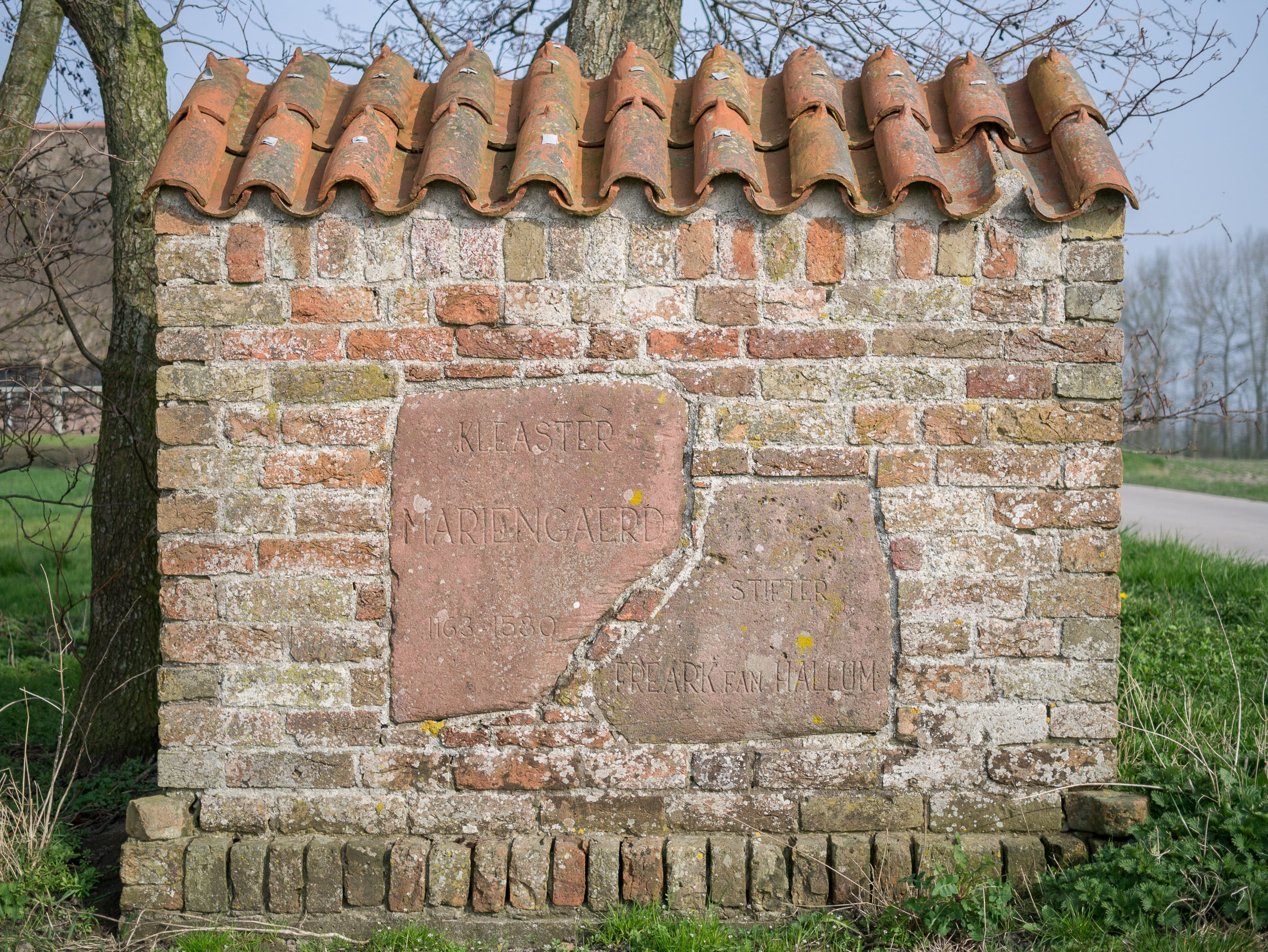
Tablica upamiętniająca klasztor Mariëngaarde

W 1302 nastąpiła ponowna fundacja, po której przybyli mnisi z założonego w 1163 klasztoru Mariengarten z odległej Fryzji (niezachowany współcześnie Mariëngaarderklaster koło Hallum, Fryzja, Holandia53°17′50″N 5°45′05″E/53,297222 5,751389). Z tego powodu klasztor w Białobokach był jego klasztorem filialnym i został nawet założony na niemal identycznym planie, jak ten w Mariengarten. Przypuszczalnie w XIV wieku opactwo otoczono kamiennymi murami. Być może białoboccy premonstratensi zbudowali mury obronne w czasie konfliktu z możnym rodem Wedlów w latach 1330-1331. Jednym z epizodów owego sporu był szturm na klasztor, w efekcie którego poczynione zostały w jego zabudowie znaczne zniszczenia, mimo tego, że klasztor miał być już wówczas otoczony murem obronnym i podwójnym wałem ziemnym. Po zniszczeniach jakich doznał Kamień Pomorski, to właśnie opactwo białobockie planowano w 1332 uczynić nową siedzibą biskupa pomorskiego, co motywowano położeniem i obronnością miejsca. W okresie swojego największego znaczenia i rozkwitu, w XIII i XIV w., klasztor białobocki był jednym z kilku największych i najważniejszych ośrodków monastycznych Pomorza. W murach obwodowych klasztoru znajdowała się co najmniej jedna brama i jedna furta. Brama usytuowana była najpewniej od południa i wiodła wprost do Trzebiatowa, przez mostek znajdujący się na Sarniej, nazywanej wówczas Mnisim Strumieniem, jak też przez most na Redze, który istniał jeszcze w XVII w. Droga z mostu wychodziła wprost na jedną z bram miejskich lokacyjnego Trzebiatowa. W tym okresie otoczony murem jego obszar miał kształt wydłużonego owalu o wymiarach mniej więcej 200 × 100 m o powierzchni około 2 ha. Pierwsza pewna wzmianka o istnieniu kościoła klasztornego w Białobokach pochodzi z 1214. Rozbudowa klasztoru nastąpiła na przełomie XIII i XIV w., dzięki księciu Bogusławowi IV, zmarłemu w 1309. Zgodnie z tradycją zapisaną w XVI w., w świątyni białobockiego opactwa pochowany został jeden z przedstawicieli dynastii Gryfitów, zmarły w 1374 książę Bogusław V, jednak przez część badaczy informacja ta jest kwestionowana. 
W 1521 klasztor został opuszczony przez zakonników. Dwa lata później książę szczeciński Bogusław X przeprowadził sekularyzację jego majątku ziemskiego. Było to pierwsze przejęcie majątku kościelnego na Pomorzu. Lustracje dawnego założenia monastycznego przeprowadzone w latach 1558 i 1560 wymieniają oprócz kościoła również budynki browaru, piekarni, kuchni, a także tzw. Dom Przeora, który w XVI w. prawdopodobnie przez jakiś czas zaadaptowany został na potrzeby księcia Barnima, co miało usprawiedliwiać jego nową nazwę – Dom Zamkowy (niem. Schlosshaus). 
W 1560 zabudowania spaliły się od pioruna.
W 1616 spłonął od pioruna kościół i zostały z niego tylko mury obwodowe. Zawaliła się także kościelna wieża. W 1. połowie XVII w., rozpoczął się proces rabowania cegieł i kamieni fundamentowych z ruin dawnego klasztoru. W 1633 materiał budowlany wydobyty w Białobokach został wykorzystany przy odbudowie trzebiatowskiego kościoła św. Mikołaja. W 1676 miejsce dawnego opactwa było całkowicie opuszczone. 
W XVIII wieku zaczęła się w tym miejscu kształtować wieś.
W 1840 Jodocus Donatus Hubertus Temme opublikował legendę o ruinach białobockiego klasztoru.